# Glochidion luzonense
Glochidion luzonense là một loài thực vật có hoa trong họ Diệp hạ châu. Loài này được Elmer mô tả khoa học đầu tiên năm 1908.